# Heřmanice zastávka
Heřmanice zastávka je bývalá železniční zastávka na již zrušené úzkorozchodné trati spojující Frýdlant s Heřmanicemi. Zastávka se nacházela v jihovýchodní části obce v blízkosti mostu, jímž trať překonávala potok Olešku. Součástí zastávky byla rampa, k níž z tratě odbočovala kusá kolej. Když začala firma Schupich těžit štěrk, došlo také k úpravě kolejiště v zastávce, kdy se stávající výhybka přesunula východním směrem a z kusé koleje se po zařazení druhé výhybky stala druhá kolej. Přibližně v roce 1942 byla v místě původní rampy postavena zděná čekárna, jež stojí doposavad.
Dle jízdního řádu z roku 1947 se stanice jmenovala „Heřmanice u Frýdlantu zastávka“, v jízdním řádu pro roky 1968/1969 je stanice označována již pouze „Heřmanice zastávka“.